# بلی ایلمن
بلی ایلمن (به لاتین: Bely Ilmen) یک منطقهٔ مسکونی در روسیه است که در استان آستراخان واقع شده‌است.